# Sten-Ove Ramberg
Sten-Ove Ramberg (født 20. januar 1955 i Stockholm, Sverige) er en svensk tidligere fodboldspiller (midtbane). Han spillede 27 kampe og scorede tre mål for Sveriges landshold.
Ramberg tilbragte hele sin karriere i hjemlandet, hvor han først var tilknyttet Brommapojkarna i fem år og efterfølgende Hammarby i hele 12 år.